# Хепі-енд
Хе́пі-е́нд, також хе́піенд, гепі-енд, гепі енд, гепіенд (англ. happy end) — щасливе закінчення п'єси, роману, фільму тощо, яке полягає в тому, що всі сюжетні лінії добре завершуються для позитивних персонажів, а для негативних — погано. Хепі-енд у казках може виражатись фразою: «І довго та щасливо жили собі вони…»

## Мелодрамататрагедія
Наявність хепі-енду — основна риса, яка відрізняє мелодраму од трагедії. Було багато спроб так переінакшити відомі трагедії, наприклад, Король Лір, Ромео і Джульєтта, Отелло, щоб головні персонажі, замість померти, зрештою помирилися та одружилися. Проте ці спроби не знайшли прихильників.

## Сучасність
Сучасний хепі-енд вважається специфічною особливістю американських сюжетів, наприклад, голлівудських фільмів, де був одним з основних правил у З0—50-х роках XX сторіччя. Захоплення щасливими кінцями у Голлівуді мало масовий характер, зокрема у 1955 році була опублікована низка відповідних адміністративно-кон'юнктурних матеріалів. Згідно з ними хепі-енди не випадковість, не примха того чи іншого продюсера, а продумана політика Голлівуду. Головний її принцип дуже простий: глядач повинен залишати кінотеатр розімлілим і заспокоєним. Для цього підходять будь-які засоби. Вульгарна мелодраматичність, використання примітивних формул як основного змісту характерні для численних голлівудських картин.
Іноді втілення подібної концепції суперечить оригінальним творам, за якими знімають стрічки. Одним із перших своє обурення подібною практикою, щодо екранізації «Тесс із роду д'Ербервіллів», висловлював Томас Гарді. Саме тому цей англомовний вислів відомий у багатьох інших мовах.